# Thermion
De Thermion-Radiolampenfabriek N.V. was een bedrijf in Lent waar apparaten, radiobuizen en gloeilampen werden vervaardigd. De fabriek werd in 1937 opgericht en er werkten ongeveer 170 mensen, waarvan de meesten uit de plaatselijke bevolking afkomstig waren. Thermion als firma was al ouder. Voor de radioamateur werd een tijdschrift uitgegeven met aantrekkelijke schakelschema's.
De apparaten omvatten radio's, radar, straaljager- en auto-onderdelen en wasmachines. Later werden er ook halfgeleiders vervaardigd.
In 1957 verkocht Thermion de fabriek aan Philips, en ook het personeel werd overgenomen. Dit werd de Philipsvestiging Lent. Men ging werken voor de hoofdindustriegroep Elcoma (ELectric COmponents and MAterials) en vervaardigde halfgeleiders. In 1984 werd de productie overgeplaatst naar Nijmegen (nu NXP) en sloot de fabriek.
In 2005 werd het gebouw gekocht door de gemeente Nijmegen. Het omvat een ketelhuis met een karakteristieke 18 meter hoge schoorsteen, alsmede een modern fabriekspand. Het Thermiongebouw, nu in gebruik als bedrijfsverzamelpand, zal behouden blijven als industrieel erfgoed en wordt ingepast in een nieuwbouwwijk.
Het Station Lent Thermion is in juli 1944 geopend speciaal voor het personeel, maar het werd in september van hetzelfde jaar verwoest tijdens de gevechten van de geallieerden tegen de Duitsers.